# Divertissement (danse)
Pour les articles homonymes, voir Divertissement (homonymie).
Un divertissement est un intermède chorégraphique dans un opéra ou une suite de danses insérée dans un ballet.
Aux XVIIe et XVIIIe siècles, il est obligatoirement présent dans le prologue et dans chacun des actes d'une tragédie lyrique et d'une comédie-ballet, ainsi que dans les entrées de l'opéra-ballet.
Cette tradition, typiquement française, se perpétue durant tout le XIXe siècle et gagne l'étranger : Giuseppe Verdi en fait notamment usage dans Le Trouvère et Richard Wagner introduit une bacchanale dans Tannhäuser.
Le divertissement ne cessera d'être obligé qu'au début du XXe siècle, avec les Ballets russes et les transformations de l'opéra français.